# 安德留希诺市镇
安德留希诺市镇（俄语：Андрюшинское муниципальное образование）是俄罗斯联邦伊尔库茨克州奎屯区所属的一个市镇。其下辖有4个居民点，行政中心为安德留希诺。据2016年统计，该市镇的人口为1125人。